# John Jennings
Pour les articles homonymes, voir Jennings.
John Jennings (1664-23 décembre 1743) est un officier de la Royal Navy et un homme politique whig qui siège à la Chambre des communes entre 1705 et 1734. Il participe à la guerre de Succession d'Espagne. Il est ensuite commandant en chef de la station de la Jamaïque, puis First Sea Lord et enfin gouverneur de l'hôpital de Greenwich.

## Jeunesse
Il est le quinzième enfant de Philip Jennings de Duddleston Hall, Shropshire et de sa femme Christian Eyton, fille de Gerard Eyton d'Eyton, Shropshire. Il descend d'une famille du Shropshire qui a souffert de son adhésion à la cause royaliste pendant la guerre civile anglaise. Il épouse Alice Breton.

## Carrière navale
Il est nommé lieutenant sur le HMS Pearl en 1687, et sert avec le même grade sur le HMS St David et le HMS Swallow, avant d'être promu au commandement du St Paul, un navire de guerre. En 1690, il est nommé capitaine de la nouvelle HMS Experiment, de 32 canons, et employé à naviguer au large des côtes de l'Irlande, où il intercepte un certain nombre de petits navires qui étaient utilisés comme moyens de transport par les forces de Jacques II. En 1693, il est nommé capitaine de la Victoire, navire amiral de John Ashby. Plus tard la même année, il est transféré au HMS Mary, de 62 canons, dans lequel il se rend en Méditerranée avec l'amiral Russell. En 1696, il est muté sur le Chichester, de 80 canons; et, l'année suivante, se voit confier le commandement du Plymouth, avec lequel il capture un corsaire de Saint-Malo. Peu de temps après, avec la frégate HMS Rye, il tombe avec trois navires français: l'un se rend rapidement, et Jennings, quittant le Rye pour s'occuper de leur prise, poursuit les deux autres et réussit à obliger l'un à baisser son pavillon après une vigoureuse défense. Après avoir conduit leurs prises au port, le Rye et le Plymouth tombèrent avec le Severn, un navire de guerre britannique, et les trois navires se dirigèrent ensemble vers la côte de la France, où ils prirent cinq navires chargés de vin de Bordeaux, et un petit navire de guerre.
Au début de la Guerre de Succession d'Espagne, Jennings commande le HMS Kent (de 70 canons) sous l'amiral Rooke à Cadix et Vigo en 1702, où il participe à la destruction de la flotte franco-espagnole. Il participe à la capture de Gibraltar et est capitaine du HMS St George de 96 canons lors de la bataille de Málaga en 1704. Il est fait chevalier pour ses exploits par la reine Anne le 9 septembre 1704, et après avoir été promu contre-amiral en 1705, devient commandant en chef de la Jamaïque en 1706. Il est promu vice-amiral en 1708 et amiral en 1709. Son attaque sur Tenerife en 1706 est infructueuse. Il commande la flotte au large de Lisbonne de 1708 à 1710, puis est commandant en chef de la flotte méditerranéenne.

## Carrière parlementaire
Aux Élections générales anglaises de 1705, il est élu député whig de Queenborough. Il est absent au vote pour le choix du président le 25 octobre 1705 et est en service actif jusqu'à l'hiver 1707-1708. Puis, en novembre, il a parlé auprès des Lords sur l'encouragement du commerce dans les Antilles et, en janvier 1708, a pris la parole sur le projet de loi pour l'encouragement des marins. Il a également soumis un document contenant treize propositions visant à améliorer les méthodes de gestion de la flotte, dont trois ont été incluses dans une adresse des Lords à la Reine. Il est réélu à Queenborough lors des élections générales britanniques de 1708. Au Parlement, il a soutenu la naturalisation des Palatins en 1709 et a voté pour la destitution du Dr Sacheverell en 1710. Aux élections générales britanniques de 1710, il est battu à Queenborough, mais est réélu comme député de Portsmouth. Cependant, il est invalidé sur pétition le 3 février 1711.
Il est réélu comme député de Rochester sous le patronage de l'Amirauté lors des Élections générales britanniques de 1715. Il a voté avec l'administration, sauf sur le projet de loi de pairie auquel il s'est opposé. Il rejoint le Conseil d'amirauté sous le gouvernement whig en octobre 1714 mais se retire lorsque le gouvernement tombe en avril 1717. Il est revenu au Conseil de l'Amirauté dans le cadre du deuxième ministère Stanhope-Sunderland en mars 1718. Il est nommé gouverneur de Greenwich Hospital et Ranger de Greenwich Park de 1720, et a présenté la statue en marbre de George II par John Michael Rysbrack qui se tient sur la Grand Place de l'hôpital. En septembre 1721, il est avancé au grade supérieur de First Sea Lord. Toujours en 1721, il a acquis Newsells Bury à Barkway dans le Hertfordshire. Il devenait sourd, et démissionne du Conseil de l'amirauté en juin 1727 parce qu'il refusait à servir sous Lord Berkeley, le First lord of the sea. Il est réélu comme député de Rochester aux élections générales britanniques de 1727. Bien que Berkeley ait été démis de ses fonctions en 1727, Jennings ne souhaite pas revenir, espérant plutôt une promotion ou une pairie. Il est promu contre-amiral d'Angleterre en janvier 1733, mais démissionne un an plus tard lorsque John Norris est nommé amiral de la flotte et commandant en chef.
Il est décédé à Greenwich le 23 décembre 1743 à l'âge de 79 ans et est enterré à l'Abbaye de Westminster. Avec sa femme Alice, il a un fils, George, qui hérite de Newsells.